# Dionisio Sánchez de Tejada
Dionisio Sánchez de Tejada Nieto de Paz fue un militar colombiano que vivió durante la independencia de su país.
Nacido en 1769 en Charalá, hijo del español Ignacio Sánchez de Tejada (1734-1797) y de Teresa Nieto de Paz. En 1794 partió a Madrid, donde sirvió en los Reales Guardias de Corps por seis años. Luego regreso al Virreinato de la Nueva Granada y se incorporó al batallón Auxiliar. En 1809 estaba en la provincia de Antioquia, invitado por Juan del Corral, donde llega a ser, de manera accidental, comandante de las Milicias Disciplinadas por su rango de sargento mayor. Se casó en 1801 con Bárbara Tanco Bosmeniel (1780-1831), con quien tuvo un hijo diez años después, José Salustiano.
El 8 de mayo de 1814 fue nombrado gobernador del Estado Libre de Antioquia cuando tenía el grado de teniente, en reemplazo del recientemente fallecido Corral, muerto el 7 de abril, y manteniendo como secretario de Gracia y Justicia a José Manuel Restrepo. Durante aquel año vivió una rebelión en Rionegro que debilitó seriamente su autoridad. En 1816 tenía el rango de brigadier cuando se produjo la invasión del realista Francisco Warleta, quien venció en Ceja Alta del Cancán. Conocedor de la derrota, Sánchez de Tejada ordenó a todos los funcionarios, partidarios y soldados del gobierno patriota retirarse a la provincia de Popayán, pero los soldados estaban tan desmoralizados que la mayoría desertó el 5 de abril en Amagá. El gobernador intentó ocultarse en un bosque, pero fue capturado. Fue llevado a Bogotá para ser juzgado con un Consejo de Guerra, siendo condenado como traidor al rey a ser fusilado por la espalda. El 10 de septiembre fue ejecutado en la plaza de San Francisco, junto a Manuel de Bernardo Álvarez, el escribano Manuel García y José María Arrubla Martínez.